# Брас (морська справа)

Браси, що йдуть від ноків до корми.

Брас (від нід. bras) — снасть рухомого такелажу, що закріплюється за нок реї (або спінакер-гіка на яхті) і служить для розвороту вітрила в горизонтальному напрямку. Браси проводяться в напрямку до корми судна. На реях деяких великих вітрил можуть встановлюватися і контр-браси, які йдуть від їх ноків у ніс. Споряджається контр-брасом також і спінакер-гік.
У кожної реї два браси, правий і лівий, у летючої бом-брам-реї брасів немає взагалі, у грот-реї на великих суднах є два браси, що йдуть вперед, і два, що йдуть назад (контр-браси). Браси на навітряному борту судна називаються навітряними брасами, браси з протилежного борту — підвітряними.
Для позначення того, які реї обслуговують браси, до їх найменування додається назва щогл і рей: фока-браси, грота-браси тощо. Браси вистрілів називають вистріл-брасами, гіків — гіка-брасами. Бом-брам-браси (браси бом-брам-рей) скорочено йменуються бом-брасами. Браси блінда-реї називалися блінда-брасами або трисами.
Трос, один кінець якого закріплений за обух бугеля на ноку реї, а другий закінчується блоком (брас-блоком), через який проводиться брас, називається брас-шкентелем.
Розвертання рей за допомогою брасів називається брасопленням чи брасуванням (від дієслова брасопити, брасувати).